# Cantón de Villenauxe-la-Grande
El cantón de Villenauxe-la-Grande era una división administrativa francesa, que estaba situada en el departamento de Aube y la región de Champaña-Ardenas.

## Composición
El cantón estaba formado por siete comunas:
- Barbuise
- La Saulsotte
- La Villeneuve-au-Châtelot
- Montpothier
- Périgny-la-Rose
- Plessis-Barbuise
- Villenauxe-la-Grande

## Supresión del cantón de Villenauxe-la-Grande
En aplicación del Decreto nº 2014-216 de 21 de febrero de 2014, el cantón de Villenauxe-la-Grande fue suprimido el 22 de marzo de 2015 y sus 7 comunas pasaron a formar parte del nuevo cantón de Nogent-sur-Seine.